# David Redding
David Redding – brytyjski inżynier, pracownik zespołu McLaren w Formule 1.

## Życiorys
David Redding rozpoczął soją karierę w sportach motorowych w 1988 roku, kiedy to podjął się pracy w dziele skrzyń biegów w Benettonie, zespole Formuły 1. W 1995 roku stał się pierwszym mechanikiem McLarena, jednak pod koniec 1996 roku przeniósł się do Stewart Grand Prix, by pomnąc nowemu zespołowi. W 2000 roku powrócił do McLarena, w wydziale inżynierii pracował jako inżynier systemów, wkrótce został asystentem inżyniera wyścigowego Philipa Prew. Po objęciu tego stanowiska stał się bardziej zaangażowany w zespole operacyjnym i został mianowany szefem operacyjnym podczas wyścigów w 2009 roku. W tym roku stał się również sportowym przedstawicielem McLarena w Związek Zespołów Formuły 1 oraz Fédération Internationale de l’Automobile.